# Volvo S40

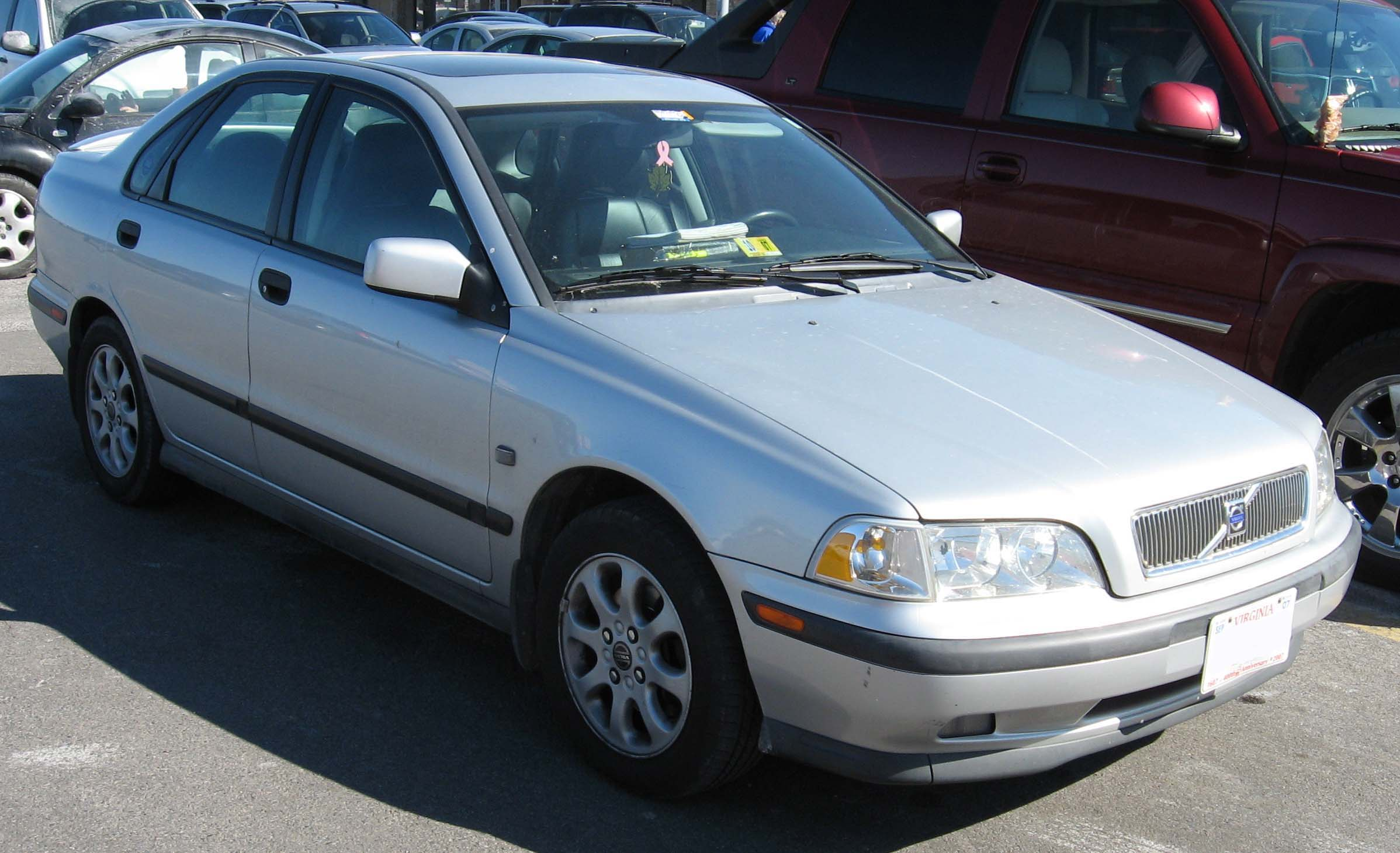
Volvo S40 MKI (1999-2000)

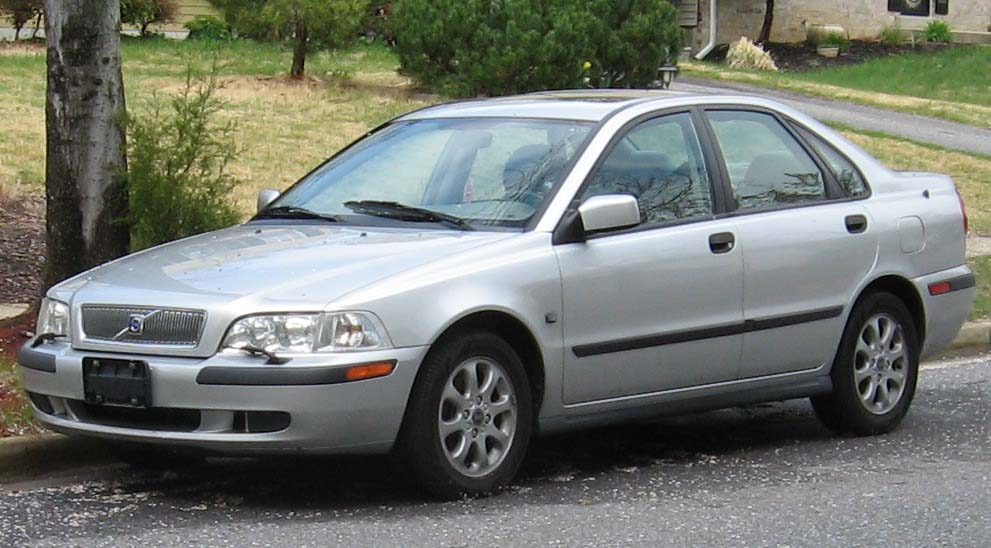
Volvo S40 MKI Phase II (2000-2003)

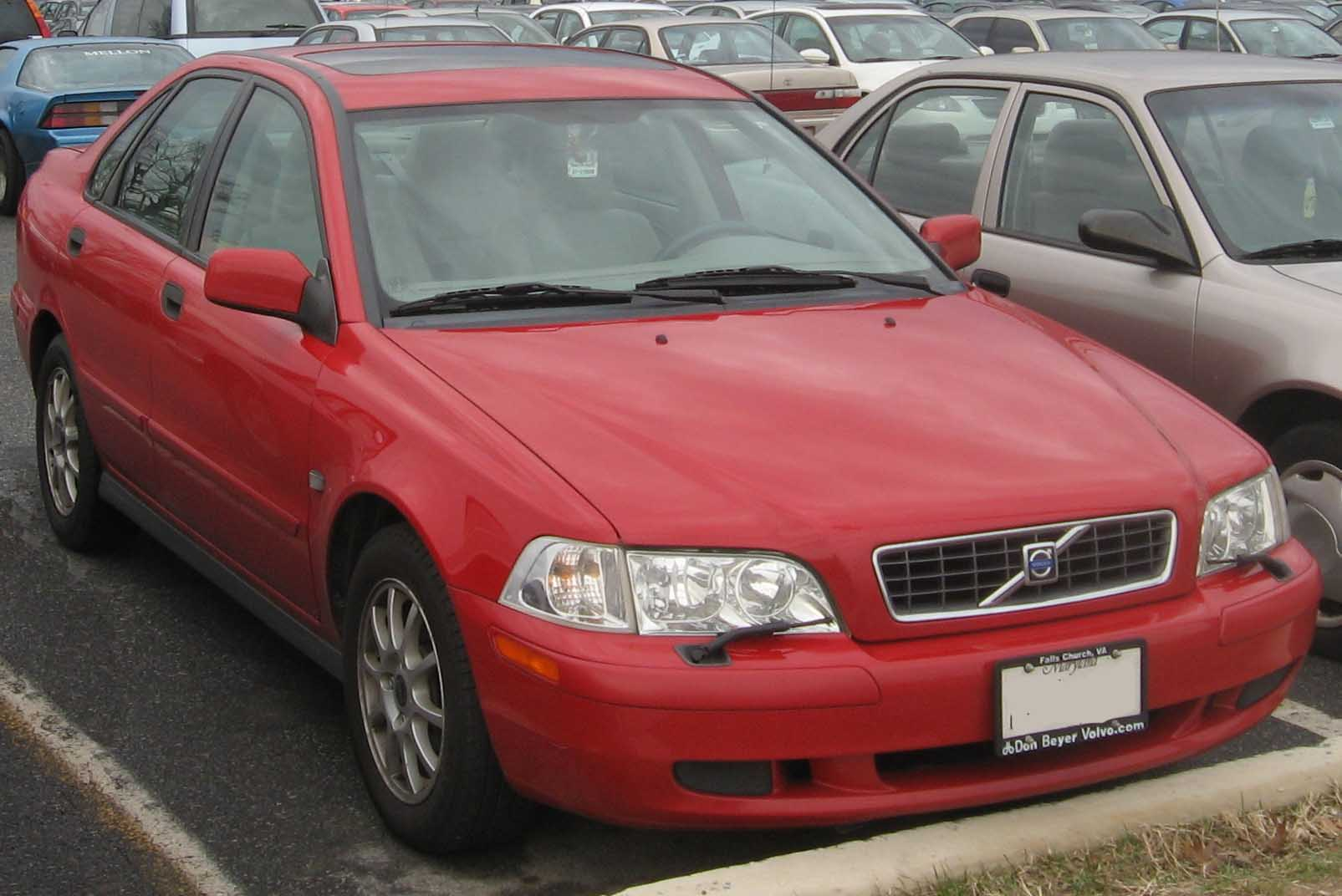
Volvo S40 MKI Phase II (2003-2004)

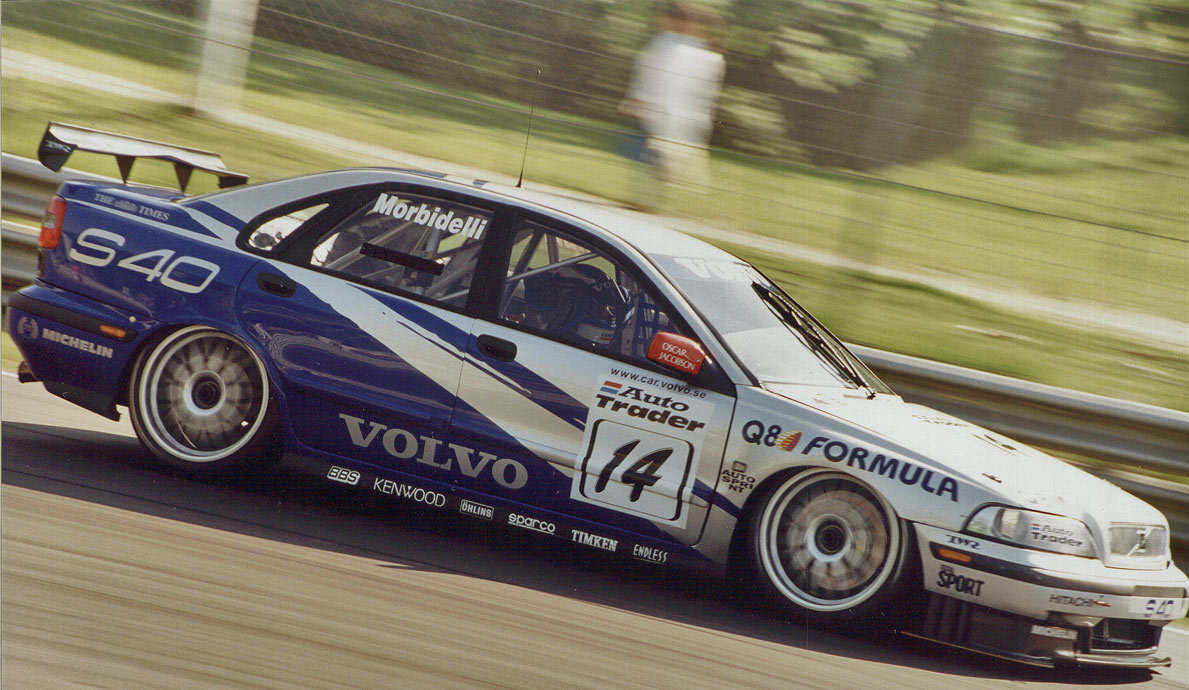
Volvo S40 Super Touring

De Volvo S40 en de estate-evenknie Volvo V40 zijn automodellen van Volvo, die in 1995 werden geïntroduceerd, geproduceerd bij NedCar in Born. Daar werden ze gebouwd op hetzelfde platform als de Mitsubishi Carisma. Onderdelen die gedeeld werden waren onder andere delen van het onderstel, versnellingsbakken, motoren en elektronische componenten.
De tweede generatie kwam in 2004 op de markt, deelde het Ford C1-platform met de Ford Focus en werd geproduceerd door Volvocars Gent. Het C1-platform is intern bij Volvo gekenmerkt als P1.

## Eerste generatie
Met de introductie van de Volvo S40 en V40 is Volvo midden jaren 90 een nieuwe weg ingeslagen. Deze modellen moesten Volvo een jonger en frisser imago geven, waar de hoekige vormen werden ingeruild voor een spel van vloeiende lijnen en vormen. Bovendien waren het de eerste modellen die de nieuwe nomenclatuur van Volvo toegepast kregen: S voor sedans, en V voor breaks waar de V staat voor veelzijdigheid/versatility.
Oorspronkelijk wilde Volvo zijn nieuwe telgen S4 en F4 dopen. Dit kwam in conflict met Audi, die een patent heeft op de combinaties van S1-9, die voor hun sportievere modellen zijn voorbehouden. Toen Volvo besloot de wagens S40 en F40 te noemen stootte het Ferrari tegen het been, die het typeplaatje F40 liever niet zag prijken op een Volvo. Dus werd het de Volvo S40 en Volvo V40.
Sinds hun introductie zijn de S40 en V40 goed ontvangen geweest door het grote publiek en werd Volvo vooral door deze modellen populair.
De S40 werd voor het eerst aan het publiek voorgesteld in september 1995 op de autosalon van Frankfurt. Aan het eind van datzelfde jaar werd de V40 voorgesteld in het Italiaanse Bologna. Op dat moment waren drie motoren beschikbaar: de 2.0, de 1.8 en de 1.9TD.
Vanaf 1997 werden de S40 en V40 op markten verkocht buiten Europa, inclusief Japan en Zuid-Afrika. Bovendien werden deze modellen nu ook beschikbaar met twee nieuwe turbomotoren: de 2.0T en de 1.9 T4. De T4 was herkenbaar aan zijn dubbele koplampen achter helder glas, daarnaast was deze enkel op de 2.0T optioneel leverbaar. Het motorengamma bevatte nu ook een 1.6 en had een bereik van 105 pk tot 200 pk, met een turbodiesel van 90 pk.
In 1998 werd het motorengamma van de S40 en V40 uitgebreid met de direct ingespoten benzinemotor van Mitsubishi: de 1.8i.
In 1999 kregen de S40 en V40 een lichte update in dezelfde periode van de introductie van de nieuwe Volvo S80. Volvo profiteerde van deze gelegenheid om een update uit te voeren en op de grille een Volvo-embleem met blauwe achtergrond te plaatsen die op de S80 werd geïntroduceerd.
Deze update, die betrekking had tot het onderstel en techniek, was heel subtiel. Maar het grootste nieuws was hier dat de S40 en V40 nu beschikbaar waren met de 1.9D-turbodieselmotor met directe injectie van 95 pk. Uiterlijk kreeg het model ook een lichte update die zich beperkte tot transparante dubbele koplampen die voorheen enkel beschikbaar waren op de T4 en als optie op de 2.0T.
Het onderstel kreeg een iets dynamischer en beter dempende afstelling, terwijl de boordcomputer werd geïntegreerd in een klein scherm naar voorbeeld van de grotere Volvo's.
Vanaf september werd de S40/V40 nu ook beschikbaar in Amerika met als enige motor de 2.0T, die 1.9T genoemd werd omdat dat de werkelijke inhoud is.

### Facelift
In 2000 onderging de S40 een serieuze facelift. Deze werd officieel Phase II genoemd. De uiterlijke wijzigingen zijn te herkennen aan de onderbreking in de stootrand op de bumper ter hoogte van de nummerplaat, grotere sidemarkers, het Volvo-opschrift centraal op de kofferklep bij de sedan, gewijzigde bumpers voor en achter met mistlampen vooraan die transparant zijn en eleganter van ontwerp, en achterlichten die transparanter zijn en moderner ogen. In het interieur zijn de gebruikte materialen opgewaardeerd geweest, is het dashboardlicht gewijzigd met knoppen die verwijzen naar de knoppen in de S80, is het asbakje in de middenconsole verdwenen, is er geen inleg meer op het dashboard maar rond de versnellingspook, is er een bakje tussen de voorstoelen met een schuifluikje dat doet denken aan oude Nederlandse boekenkasten, en zijn de knopjes voor raambediening verhuisd naar de bestuurdersdeur in plaats van tussen de voorstoelen. Op technisch vlak is de airconditioning (al dan niet automatisch) nu elektronisch geregeld en zijn er nieuwe radio-units beschikbaar van de HU-generatie. Onderhuids kreeg het model een vering die beter dempend was en nieuwe motoren waar vooral de met common-rail direct ingespoten dieselmotoren heel belangrijk waren om mee te kunnen met de concurrentie. De T4 kreeg een grotere motor: van 1.9 naar 2.0. Het doel was vooral om een beter comfort te bieden, motoren die stiller, zuiniger en ook krachtiger waren dankzij de upgrades.
Rond april 2002 kreeg de Phase II een lichte opfrissing. Sommigen hebben het over Phase III, hoewel deze officieel niet bestaat. Deze keer miniem met een zwart radiatorrooster met chromen rand en rechthoekige openingen in plaats van verchroomde verticale spijltjes (vaak 'blokjesgrille' genoemd), een gewijzigde tellerconfiguratie in het dashboard (vier tellers in plaats van drie), een driespaaksstuurwiel en (optioneel) bumpers gespoten in kleur. Bij deze laatste grote update werd de software van de motoren nog eens geüpdatet voor een lager verbruik en werd de 1.8 bi-fuelmotor aan het gamma toegevoegd.
Op 19 mei 2004 werd de productie van de S/V40 gestopt. Er waren in totaal 1.000.034 exemplaren geproduceerd tussen 1995 en 2004.

### Bijzondere uitvoeringen
Voor zowel de Phase I als Phase II waren er naast de gewone uitrustinglines speciale uitvoeringen die gemakkelijk kunnen worden onderscheiden door te kijken naar het exterieur. De namen van de pakketten kunnen verschillen van land tot land. Ook de specifieke uitrusting kan verschillen. De hoofdkenmerken worden hier opgenoemd.
- Phase I: S40/V40 Dynamic – Is herkenbaar door de dubbele koplampen met zwarte achtergrond, 16" Ares multispaaksvelgen, interieurbekleding in halfleder waarvan de stof een soort ruitjesmotief is, carbonlook blackadder inleg op het dashboard en deurpanelen;
- Phase II:
  - Sports Edition – Dit model is te herkennen aan de dubbele koplampen met zwarte achtergrond, ten minste 15" aluminium velgen, achterspoiler, voorspoiler met zwarte inleg, interieur met halfleder bekleding, pianolak/houtlook inleg in het interieur, achterspoiler met zwarte inleg;
  - Luxury Edition – Dit model is te herkennen aan de fluwelen binnenbekleding en houtinleg/pianolak in het interieur, de verchroomde deurgrepen, verchroomde kofferknop, chroomstrip onderaan het kofferdeksel;
- Phase II vanaf 2003:
  - Waren zowel leverbaar als Sports Edition en Luxury Edition, het nieuwe voor de Sports Edition hier was dat koplampen zwarte achtergrond handen en ook chromen ringen, bovendien heeft de achterspoiler op de V40 een iets grotere vorm.
  - Limited Sports Edition: dit is een combinatie van de Sports Edition en de Luxury Edition met daarbij de zijskirts, voor- en achterspoiler in grijs metallic gespoten, witte sidemarkers, sportchassis met niveauregeling en werd uitgerust met 17" Arcadia velgen. Was enkel beschikbaar in de kleuren Silver Metallic, Sapphire Black Metallic en Virtual Blue Metallic.

### Motorsport
De S40 was in 1997 goedgekeurd om te racen in de Super Touring klasse. Deze werd door Volvo en Tom Walkinshaw Racing (TWR) ingezet op o.a. het British Touring Car Championship (BTCC) tussen 1997 en 1999. In 1998 won Volvo het BTCC met piloot Rickard Rydell. In datzelfde jaar won Rickard Rydell in Australië de AMP Bathurst 1000. In totaal zijn er twaalf touring wagens gemaakt waaronder één prototype die geracet werden in verschillende kampioenschappen over de hele wereld.
De S40 was de tweede wagen ooit na de 850 die Polestar gebruikte om te racen.
Technische specificaties:
- Motor: 1998 cc vijfcilinder in lijn, dwarsgeplaatst, 20 kleppen, op benzine, 300 pk bij 8.500 rpm
- Tankinhoud: 40 liter
- Aandrijving: voorwielaandrijving gekoppeld sequentiële zesversnellingsbak
- Gewicht: 975 kg
- BBS Wielen 19x8,2 inch op Michelin banden

### Techniek
Een kleine opmerking over de motorcodes: het laatste cijfer van de motorcode staat voor het versienummer. Het kan zijn dat bepaalde motoren een lichte wijziging kregen door de jaren heen waarbij ze een nieuw versienummer kregen. Dat laatste cijfer kan ook duiden op een andere motor, zoals bij de diesels.
Het kan zijn dat het officieel vermogen van de motoren van land tot land afwijkt. Dat heeft te maken met de verschillende fiscale systemen in de landen waar fiscale lasten worden ingedeeld in schijven. Het verlagen van het officieel vermogen zorgt ervoor dat de motor in een fiscaal gunstiger tarief komt zonder dat het werkelijke vermogen verandert.
Nomenclatuur van de motorcodes, voorbeelden:
- D4192T3: D(iesel)4(cilinders)19(inhoud)2(kleppen/cilinder)T(urbo)3(versie)
- B5254S2: B(enzine)5(cilinders)25(inhoud)4(kleppen/cilinder)S(atmosferisch)2(versie)

| Type                        | pk      | Oorsprong      | Code       | Cilinders | Kleppen | Cilinderinhoud (cc) | Vermogen                  | Koppel                    | Opmerkingen                                   |
| --------------------------- | ------- | -------------- | ---------- | --------- | ------- | ------------------- | ------------------------- | ------------------------- | --------------------------------------------- |
| Dieselmotoren               |         |                |            |           |         |                     |                           |                           |                                               |
| 1.9TD                       | 90      | Renault 1.9dT  | D4192T     | 4         | 8       | 1870                | 90 pk bij 4250 rpm        | 176 Nm bij 2250 rpm       | indirecte injectie; tot 1999                  |
| 1.9D                        | 95      | Renault 1.9dTi | D4192T2    | 4         | 8       | 1870                | 95 pk bij 4000 rpm        | 190 Nm bij 2000 rpm       | directe injectie; 1999-2000                   |
| 1.9D                        | 115     | Renault 1.9dCi | D4192T3    | 4         | 8       | 1870                | 115 pk bij 4000 rpm       | 265 Nm bij 1750-2500 rpm  | directe injectie, common rail; vanaf phase II |
| 1.9D                        | 102     | Renault 1.9dCi | D4192T4    | 4         | 8       | 1870                | 102 pk bij 4000 rpm       | 215 Nm bij 1750-3250 rpm  | directe injectie, common rail; vanaf phase II |
| Benzinemotoren atmosferisch |         |                |            |           |         |                     |                           |                           |                                               |
| 1.6                         | 105/109 | Volvo          | B4164S/2   | 4         | 16      | 1587                | 105/109 pk bij 5800 rpm   | 145 Nm bij 4000 rpm       |                                               |
| 1.8                         | 115     | Volvo          | B4184S     | 4         | 16      | 1731                | 115 pk bij 5500 rpm       | 165 Nm bij 4100 rpm       |                                               |
| 1.8                         | 122     | Volvo          | B4184S2/3  | 4         | 16      | 1783                | 122 pk bij 5800 rpm       | 170 Nm bij 4000 rpm       |                                               |
| 1.8i                        | 125     | Mitsubishi GDI | B4184SM    | 4         | 16      | 1834                | 125 pk bij 5500 rpm       | 174 Nm bij 3750 rpm       | directe injectie                              |
| 1.8i                        | 122     | Mitsubishi GDI | B4184SJ    | 4         | 16      | 1834                | 122 pk bij 5800 rpm       | 174 Nm bij 4000 rpm       | directe injectie                              |
| 1.8 bi-fuel                 | 120     | Volvo          | B4184S9    | 4         | 16      | 1783                | 120 pk bij 5800 rpm (LPG) | 167 Nm bij 4000 rpm (LPG) | benzine/LPG                                   |
| 2.0                         | 140     | Volvo          | B4204S     | 4         | 16      | 1948                | 140 pk bij 6000 rpm       | 183 Nm bij 4500 rpm       |                                               |
| 2.0                         | 136     | Volvo          | B4204S2    | 4         | 16      | 1948                | 136 pk bij 5800 rpm       | 190 Nm bij 4000 rpm       | vanaf Phase II                                |
| Benzinemotoren turbo        |         |                |            |           |         |                     |                           |                           |                                               |
| 2.0T                        | 160     | Volvo          | B4204T/2   | 4         | 16      | 1948                | 160 pk bij 5100 rpm       | 230 Nm bij 1800-4500 rpm  |                                               |
| 2.0T                        | 163     | Volvo          | B4204T3    | 4         | 16      | 1948                | 163 pk bij 5250 rpm       | 240 Nm bij 1800-4500 rpm  | vanaf Phase II                                |
| T4 1.9                      | 200     | Volvo          | B4194T/2/3 | 4         | 16      | 1855                | 200 pk bij 5500 rpm       | 300 Nm bij 2500-3600 rpm  |                                               |
| T4 2.0                      | 200     | Volvo          | B4204T5    | 4         | 16      | 1948                | 200 pk bij 5500 rpm       | 300 Nm bij 2500-4000 rpm  | vanaf Phase II                                |

## Tweede generatie

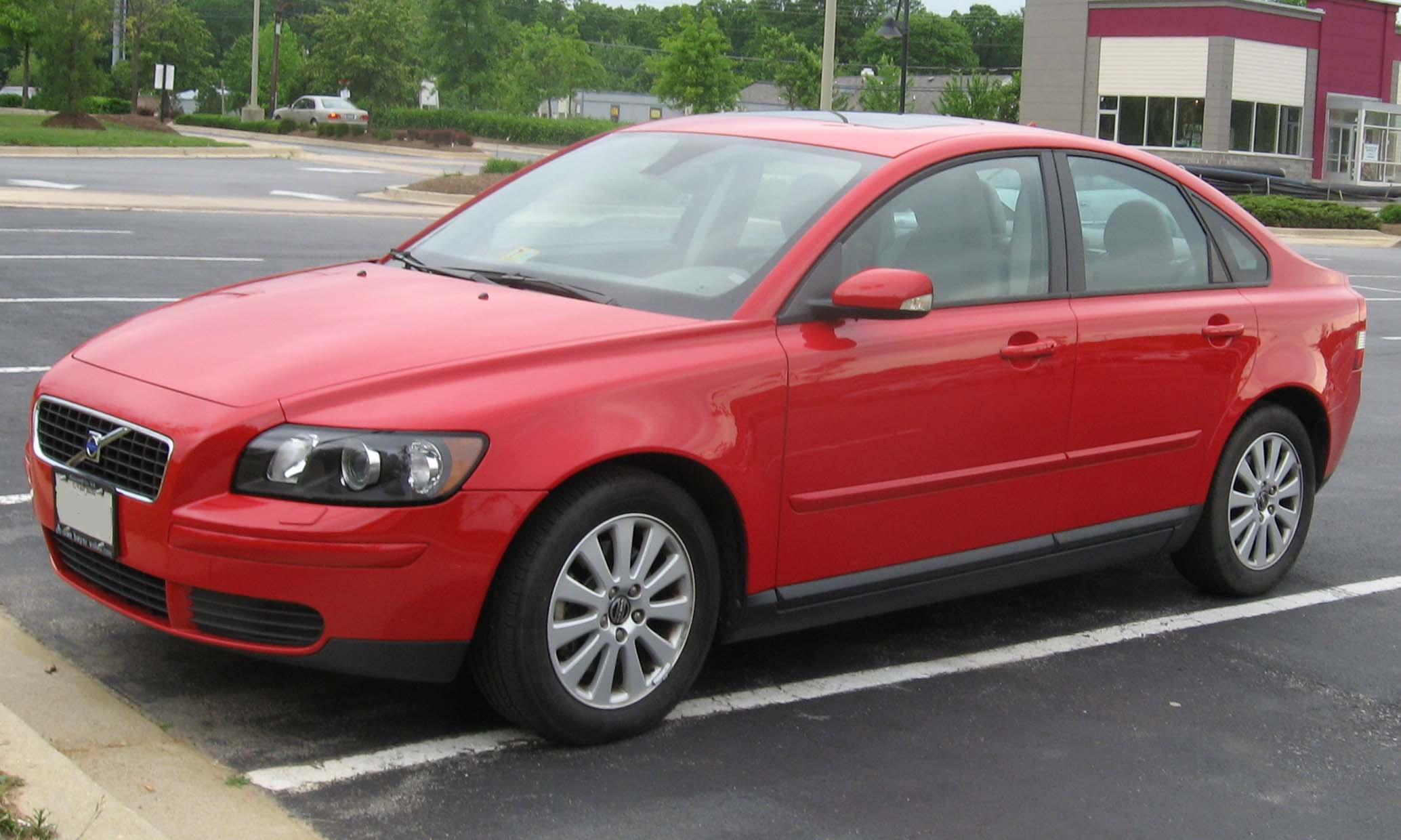
Volvo S40 MKII (2004-2007)

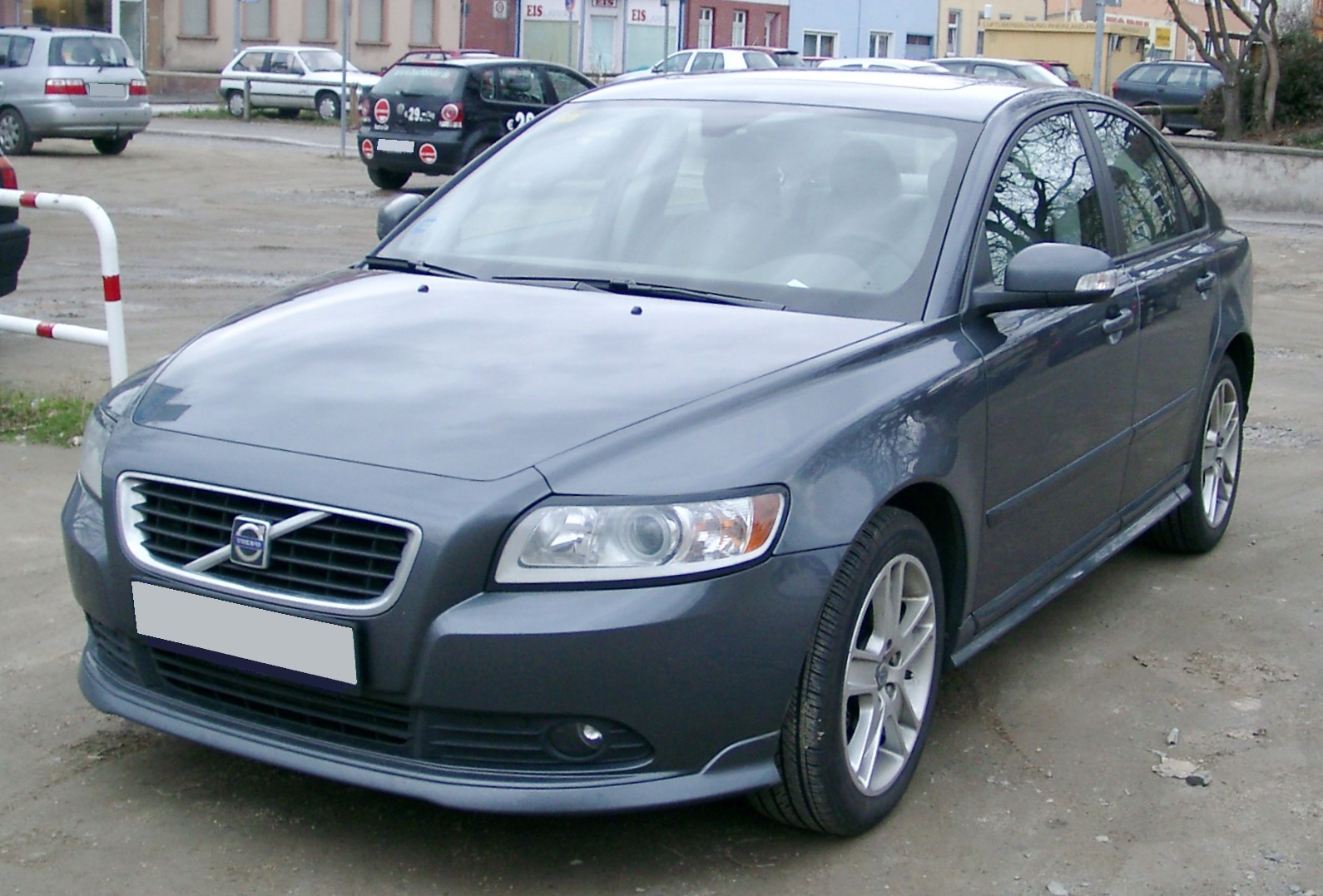
Volvo S40 MKII Phase II (2007-)

In 2004 werd de S40 opgevolgd door de geheel vernieuwde S40, die op basis van het met de Ford Focus, Mazda 3 en Volvo V50 gedeelde Ford C1-platform wordt geproduceerd door Volvocars in Gent. De estate wordt nu V50 genoemd, wat de nieuwe filosofie werd binnen het merk: V van versatility en oneven nummers voor de estate; even nummers voor de sedan. Opmerkelijk is dat de S40 weer in Frankfurt werd voorgesteld en de V50 enkele maanden later in Bologna, net zoals de S/V40 negen jaar ervoor.
Naast de breakvariant V50 bestaat dit gamma uit een driedeurs hatchback C30 en een coupé-cabriolet C70.
In de loop der jaren werd de D5-dieselmotor (2.4 5-in-lijn) van Volvo ook beschikbaar in de S40 en V50. Dit is de motor met 180 pk, 350 Nm en common-rail van de tweede generatie. Deze motor werd oorspronkelijk enkel gekoppeld aan een 5-trapsautomaat met sequentiële bediening van Aisin Warner. De andere diesels waren nog niet beschikbaar met automaat.

### Facelift
In 2007 werden de S40 en V50 gefacelift (Phase II) om meer te lijken op hun grote broers in het gamma: de Volvo S80 en V70. Hiermee kregen de S40 en V50 een verschillende voorkant waarbij de voorkant van de S40 nu meer lijkt op die van de S80 terwijl de voorkant van de V50 nu meer lijkt op die van de V70. De modellen kregen iets anders gestileerde bumpers, nieuwe exterieure kleuren, nieuwe materialen in het interieur, nieuwe velgen en een algemene update van de componenten en techniek.
Optisch is het volgende te onderscheiden: de eerste versie had vooraan een blokjesgrill waarin het Volvo logo verwerkt zit, de facelift heeft een grille dat bestaat uit horizontale lamellen. Voorheen hadden de koplampen een donkere achtergrond, deze is nu zilver geworden. De eerste versie had achteraan in de lichtblokken een witte bol, deze is met de facelift verdwenen. Binnenin waren bij de eerste versie twee bekerhouders tussen de voorstoelen, met de facelift werden deze opgeborgen in een vakje dat gesloten kon worden met een rolluikje.
Vanaf 2010 werd het Volvo logo in de grille bovendien heel wat groter en zit het symbool van Volvo niet meer in een vierkant hokje.
De 2.0D werd nu beschikbaar met een automaat met dubbele koppeling (te vergelijken met de DSG) en zes versnellingen afkomstig van Ford. De werd D5 nu leverbaar met een manuele zes versnellingsbak. De 1.6D werd verder ontwikkeld om efficiënter om te gaan met brandstof.
Nieuwe motoren waren de 2.0 vijfcilinder diesels ontwikkeld door Volvo: D3 met 150 pk en D4 met 177 pk.

### Bijzondere uitvoeringen
- Sports bodykit: De S40/V50 waren sinds het begin al leverbaar met een optionele bodykit met specifieke aluminium velgen tot 18". Deze bodykit was enkel beschikbaar als accessoire, wat inhield dat deze niet af fabriek leverbaar waren, maar enkel te leveren via de Volvo-dealer. Het pakket hield in: een sportievere voorspoiler, achterspoiler, achterschort, zijschorten, een dubbele uitlaat en 18"-velgen.
- R-design: Vanaf Phase II werd er af fabriek een nieuw optiepakket beschikbaar. Het feit dat deze af fabriek was zorgde voor een veel gunstigere prijs van het pakket. Het pakket had de volgende zaken voor het exterieur: een sportievere voorspoiler, achterspoiler, achterschort, zijschorten, een dubbele uitlaat en 18"-velgen, en voor het interieur: interieur met specifieke aluminium inleg, lederen versnellingspook met aluminium inleg, sportstuur met leder en aluminium details, aluminium sportpedalen, vloermatten met een contrasterende zilveren bies, tweekleurige stoelen bekleed met leder en T-tec. Bovendien heeft dit pakket een matgrijze omranding van de grille, zilveren zijspiegels en het R-designlogo op de grille en in de stoelen.

### DRIVe
Met de S40, V50 en C30 heeft Volvo het DRIVe label geïntroduceerd waarmee efficiënter met brandstof kon worden omgegaan.
In dit geval is Volvo gestart vanaf de 1.6 diesel en is het motormanagement geoptimaliseerd met onder andere als resultaat meer koppel bij hetzelfde toerental. Er werd versnellingsbakolie gebruikt met lagere weerstand om minder wrijving en verlies te hebben, aangepaste spreiding van versnellingen en een extra zesde versnelling, banden met lagere rolweerstand, speciale aerodynamische wielen, aerodynamische aanpassingen aan het koetswerk zoals een achterspoiler, grille vooraan die halfdicht is, verlaging van het voertuig, de bodem van het voertuig die vlakker gemaakt werd met plastic afdekkingen, aan de voorwielen waren er luchtgeleiders, regeneratie van energie tijdens het remmen waarbij tijdens het remmen er kinetische energie wordt omgezet in elektrische energie om de batterij te laden, start/stop systeem dat de motor uitschakelt tijdens het stoppen.

### Techniek
In Amerika is de S40/V50 enkel leverbaar als 2.4i (170 pk) en T5 2.5 (220 pk).
| Type                        | pk  | Oorsprong                  | Code      | Cilinders | Kleppen | Cilinderinhoud (cc) | Vermogen            | Koppel                   | Opmerkingen                                     |
| --------------------------- | --- | -------------------------- | --------- | --------- | ------- | ------------------- | ------------------- | ------------------------ | ----------------------------------------------- |
| Dieselmotoren               |     |                            |           |           |         |                     |                     |                          |                                                 |
| 2.0D                        | 136 | Ford 2.0TDCI & PSA 2.0HDI  | D4204T    | 4         | 16      | 1997                | 136 pk bij 4000 rpm | 320 Nm bij 2000 rpm      |                                                 |
| 1.6D                        | 109 | Ford 1.6TDCI & PSA 1.6HDI  | D4164T    | 4         | 16      | 1560                | 109 pk bij 4000 rpm | 240 Nm bij 1750 rpm      | -2009, CO2: 132 g/km                            |
| 1.6D DRIVe                  | 109 | Ford 1.6TDCI & PSA 1.6HDI  | D4164T?   | 4         | 16      | 1560                | 109 pk bij 4000 rpm | 240 Nm bij 1750 rpm      | 2008-2010, CO2: 119 g/km                        |
| 1.6D DRIVe Start/Stop       | 109 | Ford 1.6TDCI & PSA 1.6HDI  | D4164T?   | 4         | 16      | 1560                | 109 pk bij 4000 rpm | 240 Nm bij 1750 rpm      | 2009-2010, CO2: 104 g/km                        |
| D2                          | 115 | Ford 1.6TDCI & PSA 1.6HDI  | D4164T?   | 4         | 16      | 1560                | 115 pk bij 3600 rpm | 270 Nm bij 1750 rpm      | 2010-, CO2: 114 g/km, manuele 6-versnellingsbak |
| D2 DRIVe Start/Stop         | 115 | Ford 1.6TDCI & PSA 1.6HDI  | D4164T?   | 4         | 16      | 1560                | 115 pk bij 3600 rpm | 270 Nm bij 1750 rpm      | 2010-, CO2: 99 g/km, manuele 6-versnellingsbak  |
| D5                          | 180 | Volvo                      | D524T4    | 5         | 20      | 2401                | 180 pk bij 4000 rpm | 350 Nm bij 1750 rpm      | Bestaat ook in een 163 pk variant               |
| D3                          | 150 | Volvo                      | D5204T?   | 5         | 20      | 1984                | 150 pk bij 3500 rpm | 350 Nm bij 1500 rpm      | 2010-                                           |
| D4                          | 177 | Volvo                      | D5204T?   | 5         | 20      | 1984                | 177 pk bij 3500 rpm | 400 Nm bij 1750 rpm      | 2010-                                           |
| Benzinemotoren atmosferisch |     |                            |           |           |         |                     |                     |                          |                                                 |
| 1.8                         | 125 | Ford 1.8                   | B4184S11  | 4         | 16      | 1798                | 125 pk bij 6000 rpm | 165 Nm bij 4000 rpm      |                                                 |
| 1.8F                        | 125 | Ford 1.8 + Volvo Flexifuel | B4184S8   | 4         | 16      | 1798                | 125 pk bij 6000 rpm | 165 Nm bij 4000 rpm      | benzine/bio-ethanol                             |
| 2.0                         | 145 | Ford 2.0                   | B4204S3   | 4         | 16      | 1999                | 145 pk bij 6000 rpm | 185 Nm bij 4500 rpm      |                                                 |
| 2.4                         | 140 | Volvo                      | B5244S5   | 5         | 20      | 2435                | 140 pk bij 5000 rpm | 220 Nm bij 4000 rpm      |                                                 |
| 2.4i                        | 170 | Volvo                      | B5244S4   | 5         | 20      | 2435                | 170 pk bij 6000 rpm | 230 Nm bij 4000 rpm      |                                                 |
| Benzinemotoren turbo        |     |                            |           |           |         |                     |                     |                          |                                                 |
| T5                          | 220 | Volvo                      | B5254T3/7 | 5         | 20      | 2521                | 220 pk bij 5000 rpm | 320 Nm bij 1500-4800 rpm | 230 pk vanaf Phase II                           |

## Opvolger
De S40, V50 en C30 zijn in 2012 uit productie gehaald. Indirecte opvolgers werden toen de V40, S60 en V60. Met deze strategie wou Volvo haar gamma herschikken en zich rechtstreeks richten op fabrikanten als BMW, Audi en Mercedes-Benz.
In 2016 toonde Volvo de Concept 40.1 (SUV) en 40.2 (sedan) aan het publiek, bedoeld als voorbodes van een nieuwe 40-reeks: de directe lijn terug van opvolgers voor de S40 en V50. Volvo had intern een hele familie binnen deze 40-reeks op tekentafel waaronder een sedan, een break, een hachback, een coupé, een cabrio, een SUV en een cross-over.
Uiteindelijk zijn er drie modellen op de markt gekomen om de S40 en V50 op te volgen: de XC40/EX40, EC40 en Polestar 2. Een break is er niet meer gekomen terwijl de C30 en V40 II hun opvolger hebben gekregen in 2023 in de vorm van de EX30.